# 加纳 (艾奥瓦州)
加纳（Garner）是美国艾奥瓦州汉考克县的城市和县城。2010年美国人口普查时人口为3129人。比2000年人口普查的2922人多。

## 历史
加纳是以岩岛铁路公司土木工程师Col. W. W. Garner上校命名的。 1870年，加纳由芝加哥、密尔沃基和圣保罗铁路公司规划，并于1881年成立，当时人口321人。 在18世纪80年代，后来去建造德森伯格汽车的德森伯格兄弟在加纳经营自行车销售和维修业务。